# Thomas Strunz
Thomas Strunz (Duisburg, 1968. április 25. –) Európa-bajnok német labdarúgó, középpályás, sportvezető. Jelenleg televíziós szakértőként dolgozik a német Sport1 tv-csatornánál.

## Pályafutása

### Klubcsapatban
1977-ben a TuRA 88 Duisburg csapatában kezdte a labdarúgást. 1981-től volt az MSV Duisburg labdarúgója, ahol először a korosztályos csapatokban szerepelt és 1986 és 1989 között tagja volt az első csapatnak is. 1989-ben a Bayern Münchenhez igazolt. 1989. augusztus 31-én haza pályán mutatkozott be az élvonalban a Hamburger SV ellen, ahol csapata fölényes 4–0-s győzelmet aratott. Első idényében 20 bajnoki mérkőzésen szerepelt és öt gólt szerzett. További két szezont követően a VfB Stuttgart együtteséhez szerződött, de három idény után visszatért a Bayernhez. A bajor csapattal összesen öt bajnoki címet, két német kupa- és egy UEFA-kupa győzelmet ért el. A 2000–01-es idényben már folyamatos sérülés miatt ritkán szerepelt a csapatban és még 2000 végén visszavonult az aktív labdarúgástól, de egy is tagja lett a 2001-es bajnokcsapatnak.

### A válogatottban
1990 és 1999 között 41 alkalommal szerepelt a német válogatottban és egy gólt szerzett. 1990. október 10-én Svédország ellen mutatkozott be a válogatottban, ahol 3–1-re győzött csapata. Tagja volt az 1996-os Európa-bajnok csapatnak Angliában. 1990-ben kétszer szerepelt az U21-es válogatottban.

### Sportvezetőként
2004–05-ben a VfL Wolfsburg általános menedzsere volt, de 2005. december 19-én menesztették a vezetőedző, Holger Fach-hal együtt. 2008. áprilisa és 2009. szeptembere között a Rot-Weiß Essen csapatánál szintén hasonló pozícióban tevékenykedett, de innen végül innen is menesztették.

## Sikerei, díjai
Németország
- Európa-bajnokság
  - aranyérmes: 1996, Anglia
- United States Cup
  - győztes: 1993

 FC Bayern München
- Német bajnokság (Bundesliga)
  - bajnok: 1989–90, 1996–97, 1998–99, 1999–00, 2000–01
  - 2.: 1997–98
- Német kupa (DFB-Pokal)
  - győztes: 1998, 2000
  - döntős: 1999
- Német ligakupa (DFB-Ligapokal)
  - győztes: 1997, 1998, 1999, 2000
- UEFA-bajnokok ligája
  - döntős: 1998–99
- UEFA-kupa
  - győztes: 1995–96